# Lamborghini Huracán Performante

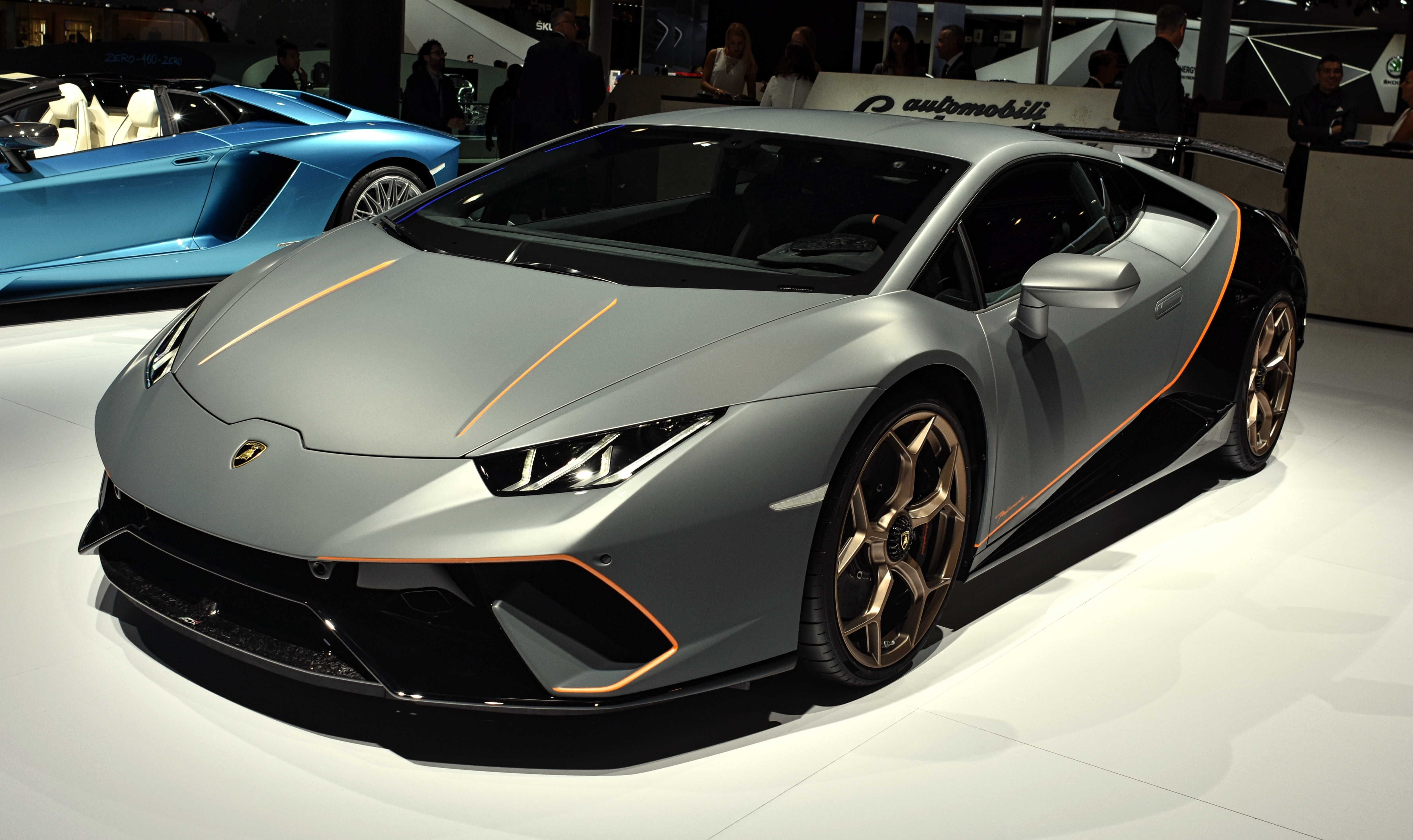

De Lamborghini Huracán Performante is een automodel van het Italiaanse automerk Lamborghini. Dit model is onderdeel van de serie Lamborghini Huracán, en werd in 2017 voor het eerst gepresenteerd tijdens de autoshow van Genève.